# Brinsley Forde
Pour les articles homonymes, voir Forde (homonymie).
Brinsley Forde, né le 16 octobre 1953 au Guyana dans les Antilles britanniques, est un acteur, musicien et chanteur de reggae.
Enfant acteur, il a notamment joué dans L'Autobus à impériale (Here Come the Double Deckers),   série télévisée britannico-américaine en 17 épisodes de 20 minutes diffusée entre le 8 janvier 1971 et le 30 avril 1971 sur le réseau BBC One en Grande-Bretagne, et en 1972 en France. Il interprétait le rôle de Youpla (Spring en VO).
Par la suite, il tourne dans quelques séries anglaises et plusieurs films dont Les Diamants sont éternels en 1971, et Babylon de Franco Rosso en 1980.
En 1975, il fonde Aswad, groupe de reggae dont il est vocaliste et guitare rythmique. Il quitte le groupe en 1996 pour faire carrière en solo.

## Discographie (albums)
- 2013 - Urban Jungle
- 2017 - One Fine Dub (avec Sly & Robbie)